# Bombycoidea
Bombycoidea (шовкопрядуваті) — надродина лускокрилих, налічує близько 3500 видів. Таксон поширений на всіх континентах, хоча й не з усіма родинами. Це як правило, дуже великі волохаті молі, з розвиненими крильми. Колір яскравий в деяких родинах (Sphingidae), в той час як в інших цілком однорідний (Brahmaeidae). Гусениця може бути дуже барвистою і також дуже великою. Утворення лялечки може відбуватися в коконі на рослині, або на поверхневі лісового ґрунту, як у Sphingidae; забарвлення дуже різноманітне.